# 아이카와정 (아키타현)
아이카와정(合川町)은 일본 아키타현 북부에 있던 정이다. 2005년 3월 22일, 기타아키타군의 다카스정·모리요시정·아니정과 합병해 기타아키타시가 되어 폐지하였다.

## 개요
아이카와정의 이름은 주민이 직접 공모를 하여 선정되었다. 아니강과 고아미강이 흐르고 있어 네 마을이 합쳐지고 마을의 정치·경제·문화·교통 또한 이곳에서 만나 과거의 전통을 바탕으로 새로운 거리 조성을 위해 총력을 기울인다'는 의미를 담고 있다

### 정기
1956년에 제정되었다. 아이카와정의 「아」 「이」를 데포르메로 한 것으로 약진, 근대적 상쾌, 발전적인 상징으로서 표현한 것이다.

## 지리
서부는 데와 구릉의 일부로 해발 443m의 시라쓰산을 정점으로 남북의 경계로 야마모토군 후쓰이 정(현 노시로 시)과 인접하고 있었다. 북부는 오노다이라 불리는 히로시세키다이치가 펼쳐진다.

## 역사
아이카와정은 자금부족으로 인해 재정재건단체로 지정된적이 있다가 1959년에 해소되었다.
동년 9월에는 우고카미오노역(현 아이카와역)에서 화재가 발생해 51동이 소실, 30세대 이상이 재해를 입는 대화재가 되었다.이후 10월 26일 도시 계획을 신청하였고, 이듬해 1956년 인가되었으며, 1958년 이대와 아이카와역을 잇는 간선 도로가 개통되었다.
아이카와정은 성립 당초부터 재해가 덮쳐 고난이 잇따랐다. 
- 1889년 4월 1일 - 정촌제 시행과 함께 오노촌, 오치아이촌, 시모코아니촌이 성립하였다.
- 1892년 4월 11일 - 오노촌이 가미오노촌. 시모오노촌을 분촌하였다.
- 1934년 12월 10일 - 국철 아인아이 선(현 아키타 내륙 종관 철도) 개통, 우고카미 오노 역(현·아이카와 역)을 개업하였다.
- 1955년 3월 31일 - 오노촌, 오치아이촌, 시모코아니촌, 가미오노촌이 합병해 아이카와정이 탄생하였다
- 1957년 - 경로연금 창설.
- 1958년 - 사회복지금고 창설.
- 1965년 - 국철 아인아이 선 오노다이 역 개업, 동역 근처에 지적 장애인 시설 「아이쇼엔」이 개원하였다.
- 2005년 3월 22일 - 다카노스정, 아니정, 모리요시정과 합병해 기타아키타시가 되었다.

## 교통

### 철도
- 아키타 내륙 종관 철도 아키타 내륙선

### 도로
- 국도 285호선